# Кіцканій-Ной
Кіцканій-Ной (рум. Chițcanii Noi) — село у Теленештському районі Молдови. Входить до складу комуни, адміністративним центром якої є село Кіцканій-Векі.

## Населення
За даними перепису населення 2004 року у селі проживали 350 осіб.
Національний склад населення села:
| Національність | Кількість осіб | Відсоток |
| -------------- | -------------- | -------- |
| молдавани      | 320            | 91,4%    |
| українці       | 29             | 8,3%     |
| росіяни        | 1              | 0,3%     |
| Всього         | 350            | 100%     |